# 康納號驅逐艦 (DD-72)
康納號驅逐艦（舷號DD-72），轉交予英國後更名為列斯號，是一艘美國海軍建造的驅逐艦，為考德威爾級驅逐艦的四號艦。她是美軍第一艘以康納為名的軍艦，以紀念美墨戰爭時期的海軍軍官大衛·康納（David Conner）。
康納號在1917年於克雷普父子造船廠開始建造，在1918年下水服役，其時美國已參與第一次世界大戰。接著康納號被派往法國及愛爾蘭海域，掩護協約國船隻。戰後康納號留在加勒比海巡航，在1922年退役。1940年康納號重返現役，並根據租借法案，於同年轉交英國皇家海軍，更名為列斯號，以約克郡大城市列斯為名。第二次世界大戰期間，列斯號主要在歐洲北海護航商船。1945年列斯號退役除籍，並出售拆解。